# Maria Georgina Grey
Pour les articles homonymes, voir Grey.
Maria Georgina Grey, née Shirreff le 7 mars 1816 et morte le 19 septembre 1906, est une pédagogue britannique. Elle a participé à la fondation de la Girls' Public Day School Company en 1872.

## Biographie
Maria Georgina Shirreff est née à Blackheath. Elle était la troisième fille du contre-amiral William Henry Shirreff (en) et d'Elizabeth Anne Murray. Son père est d'ascendance huguenote, sa mère est la fille de David Murray (en), juriste et membre du parlement de Westminste. La sœur aînée de Maria, Emily Shirreff, est elle aussi engagée dans la défense de l'enseignement pour les filles.
Sa famille vit au gré des affectations militaires de W.H. Shirreff, notamment en France pendant plusieurs années, à Saint-Germain-en-Laye, puis en Normandie. Elle reçoit une éducation à domicile, donnée par une gouvernante franco-suisse, Adèle Piquet.
En 1828, Maria et sa sœur Emily passent une année dans un pensionnat à Paris qu'elles quittent lorsque leur père est nommé capitaine du port de Gibraltar de 1830 à 1934, ce qui met fin à leur éducation formelle. Cependant, les deux sœurs poursuivent leur propre éducation, par des voyages en France, en Espagne et  en Italie, et en ayant accès à la bibliothèque familiale. Elles rencontrent également les amis de leurs parents, qui appartiennent aux cercles intellectuels de l'époque,,.
En 1834, Elizabeth Anne Shirreff rentre en Angleterre avec ses filles. Maria et Emily écrivent leur premier ouvrage commun, Letters from Spain and Barbary, en 1835. En 1841, elles publient de façon anonyme un roman, Passion and Principle.
En 1841, Maria épouse son cousin, William Thomas Grey, négociant en vin et neveu de l'ancien premier ministre Charles Grey. Son mari soutient ses activités intellectuelles et finance en 1850 la publication de son premier ouvrage, écrit avec sa sœur. Ils n'ont pas d'enfants.
Les deux sœurs restent proches. Emily Shirreff s'installe auprès de William et Maria Grey, et les sœurs continuent à écrire ensemble. Leur traité sur l'éducation des femmes, Thoughts on Self Culture Address to Women paraît en 1850. Dans cet ouvrage, les auteures contestent la perspective d'une éducation limitée à la préparation des jeunes filles au mariage et au développement de leurs talents domestiques. Elles dressent notamment une liste des sujets que devrait comporter, selon elles, une éducation appropriée : l'arithmétique, la géométrie, l'histoire, les sciences et la politique, disciplines généralement négligées dans les standards de l'éducation des femmes. Elles insistent également sur la nécessité d'une éducation tout au long de la vie pour les femmes.

## Activités en faveur de l'éducation des jeunes filles
C'est seulement après la mort de son mari, survenue en 1864, que Maria Grey s'engage activement dans les questions éducatives. Elle rejoint sa sœur dans le mouvement pour l'amélioration de l'éducation pour les filles. Elle écrit encore un roman, Love's Sacrifice, ses publications suivantes concernent les droits des femmes et plus spécialement l'éducation féminine. 
Elle se montre particulièrement préoccupée du manque de moyens financiers disponibles pour l'ouverture d'écoles de filles. En 1870, elle écrit à plusieurs reprises au Times pour essayer de récolter des fonds pour la North London Collegiate School fondée en 1850, et encourage Frances Buss à y ajouter une formation destinée aux enseignants.
La même année, elle est candidate à Chelsea lors de la première élection de représentants de la London School Board, conseil chargé de l'enseignement primaire à Londres, sans être élue. Elle publie ses discours dans une brochure intitulée London School Board en 1871,. Elle s'engage également dans le soutien de l'accès des femmes aux professions médicales. 
Maria Grey propose la création d'un mouvement national chargé de promouvoir l'éducation des femmes. et présente son projet à la Royal Society of Arts, en 1871. Son projet est bien accueilli, et Maria Grey fait une nouvelle communication au congrès annuel de la Social Science Association à Leeds, la même année. Maria et Emily mettent en place un comité provisoire, le National Union for the Improvement of the Education of Women of All Classes, qui devient ensuite le Women's Education Union. Ce comité est officiellement créé le 17 novembre 1871, à la Royal Society of Arts, sous la présidence de Lord Lyttelton. Il vise à établir des écoles secondaires de jour de qualité, bon marché et accessibles aux élèves de toutes les classes sociales. Maria Grey publie des tribunes dans différents magazines, notamment Fraser's Magazine, Contemporary Review, Forthnightly Review et Nineteenth Century. Elle entretient une correspondance régulière avec Dorothea Beale, la principale du Cheltenham Ladies' College.
L'Union permet la création en 1872 du Girls' Public Day School Company (GPDSC) (devenu ensuite le Girls' Day School Trust), destiné à favoriser la création de nouvelles écoles secondaires pour l'éducation des filles. Maria Grey est membre du conseil du GPDSC jusqu'en 1890. Elle soutient la création de départements destinés à la formation des enseignants. Elle se retire du conseil du GPDSC en 1890, et devient vice-présidente de l'organisme.

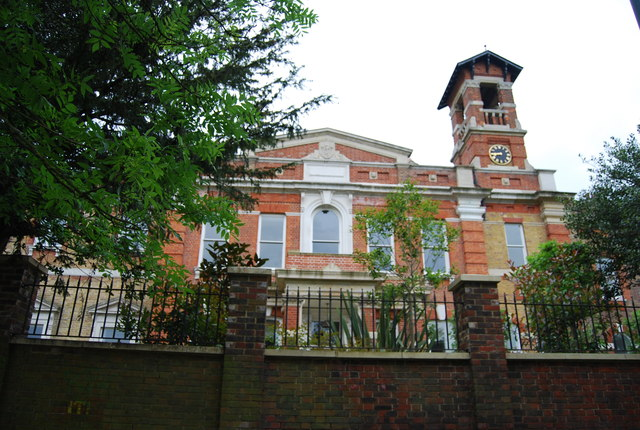
Maria Grey Training College.

En 1878, Maria Grey aide à former un collège de formation des enseignants En 1885, ce collège prend le nom de Maria Grey Training College for Women. En 1976, le collège fusionne avec le Borough Road College, pour former le West London Institute of Higher Education, qui fait maintenant partie de l'université Brunel.
Elle est l'auteure d'un chapitre sur le mouvement en faveur de l'éducation des femmes, sur l'ouvrage publié par Theodore Stanton, The Woman Question in Europe (1884). Elle est vice-présidente de la société Froebel, dont sa sœur est présidente.

## Engagements social et politique
Maria Grey soutient les revendications concernant le droit de vote des femmes et, en 1870, elle publie une brochure Is the Exercise of the Suffrage Unfeminine?. Elle est membre de la National Vigilance Association, qui luttent contre les abus dont sont victimes les femmes et les enfants. 
Maria cesse ses activités en raison de problèmes de santé qui l'affectent durant les quinze dernières années de sa vie. Elle écrit un dernier ouvrage, Last Words to Girls on Life in School and after School (1889) et meurt le 19 septembre 1906, à son domicile du 41 Stanhope Gardens, à Kensington.

## Publications et conférences
- avec Emily Shirreff, publié anonymement, Passion and Principle. Edited by Captain Schmier, Londres, 1841.
- avec Thoughts on Self-Culture Addressed to Women., Londres, 1850
- Love’s Sacrifice [A novel], London, 1868
- Is the Exercise of the Suffrage unfeminine?, Londres, 1870
- Education of Women [Letter to the Editor of the "Times"], Londres, 1871
- ‘The School Board of London. Three Addresses by Mrs William Grey in the Borough of Chelsea with a speech by William Groves, Esq., Q.C, F.R.S’, Londres, William Ridgeway, 1871
- On the Education of Women. A paper read by Mrs William Grey at the meeting of the Society of Arts, May 31, 1871, Londres, 1871
- On the Special Requirements for improving the education of Girls, (paper read at the Social Science Congress, October 1871), Londres, William Ridgeway, 1872
- The National Union for improving the Education of Women. A letter to the Editor of "The Times", Londres, 1872
- ‘Idols of Society or Gentility and Femininity’ republished from ‘Fraser’s Magazine’, Londres, William Ridgeway, 1874
- ‘Old Maids’, A lecture, Londres, 1875
- « Men and Women », Fortnightly Review, vol. 26, no 155,‎ 1er novembre 1879
- « Men and Women: A Sequel », Fortnightly Review, vol. 29,‎ 1er juin 1881
- The Women Question in Europe: A Series of Original Essays., Londres, 1884, « The Women’s Educational Movement. »
- Last words to Girls on life in school and after school., Londres, Rivingtons, 1889, [1888]